# Феодор Варяг и сын его Иоанн

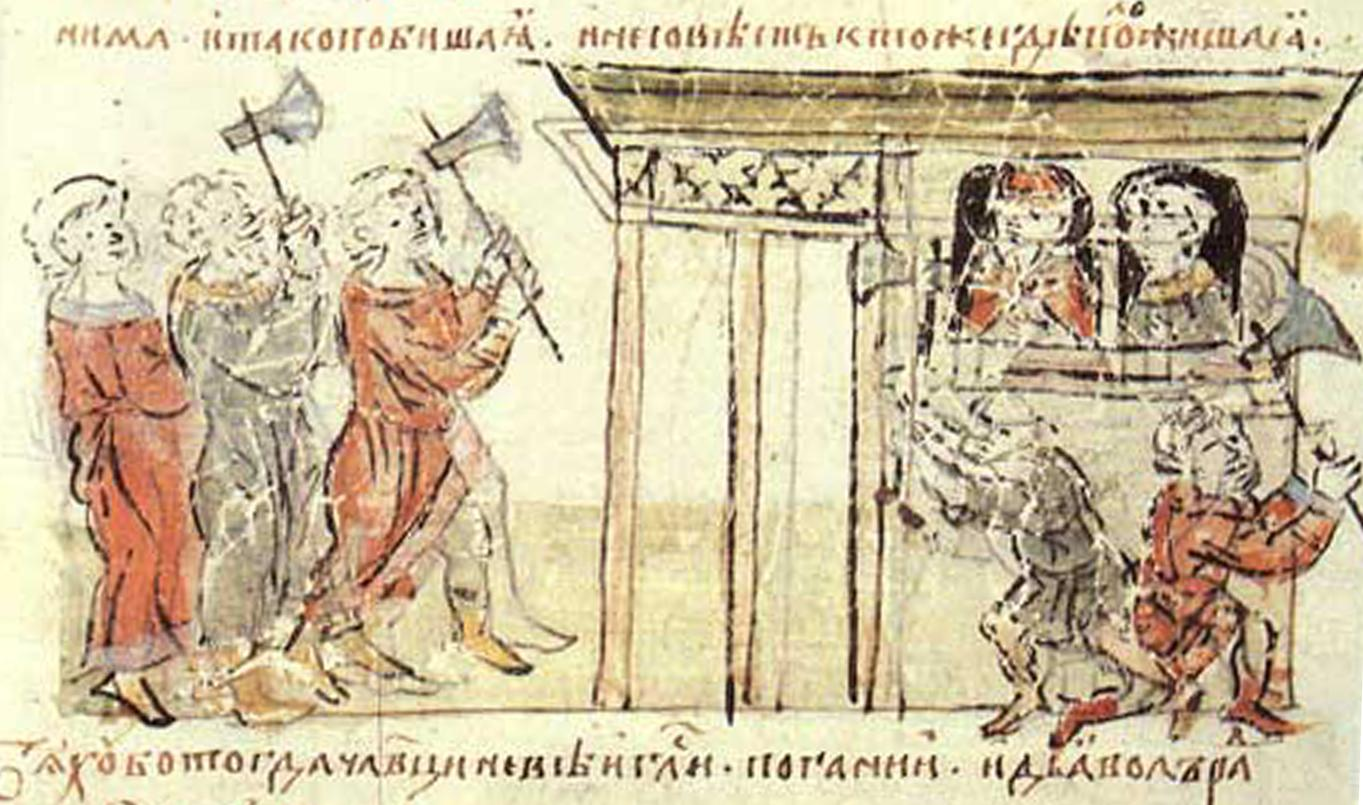
Убийство Феодора Варяга и сына его Иоанна. Радзивиловская летопись

Фео́дор Варя́г и сын его Иоа́нн — христиане, ставшие первыми известными мучениками на Руси за веру.
Святитель Симеон в своём послании к преподобному Поликарпу называет их «первыми гражданами небесными из Русской земли, увенчанными от Христа, за Которого приняли смерть».
День памяти отмечается 12 (25) июля.

## Жизнеописание

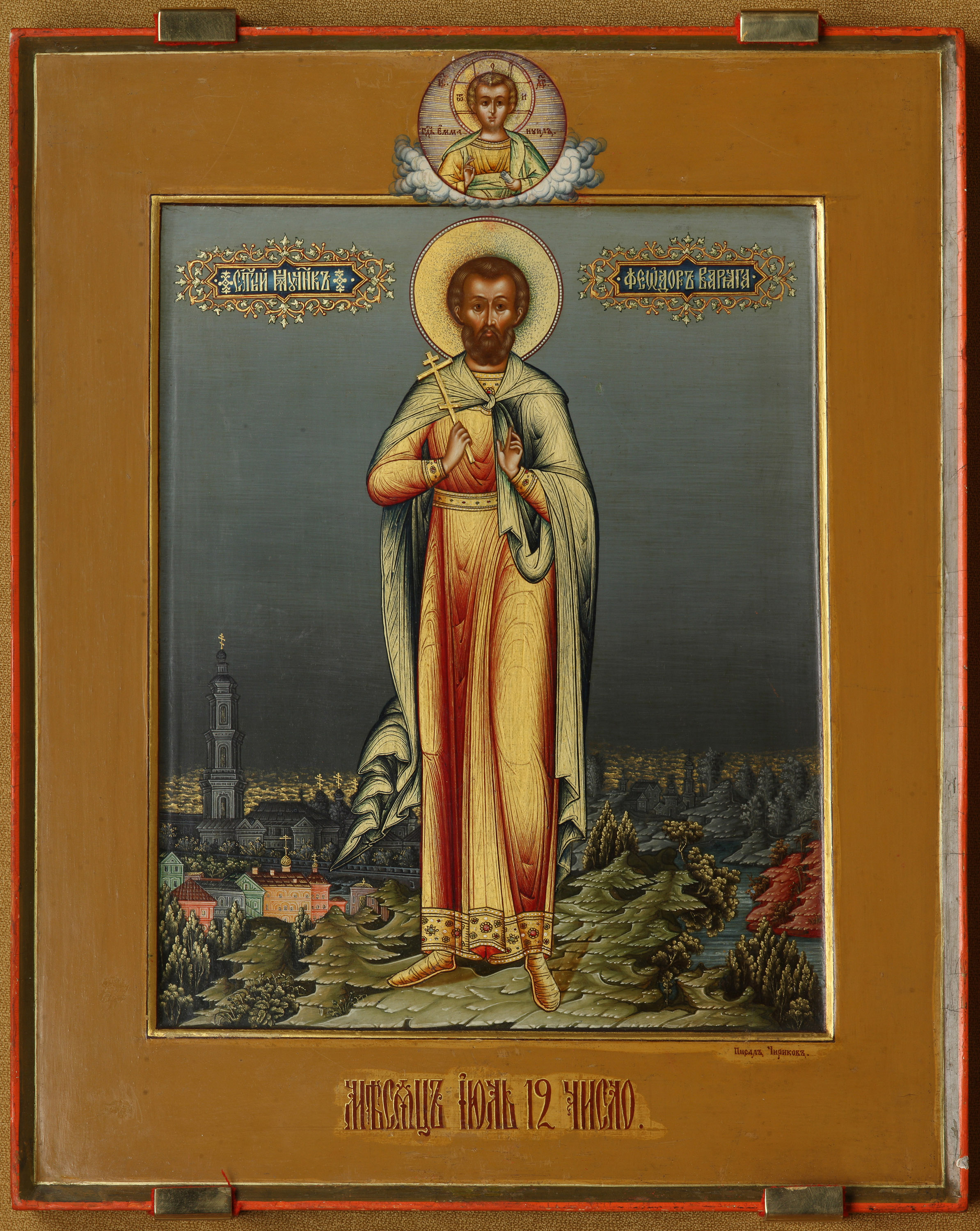

Родившийся в X веке, Феодор продолжительное время служил в Византии, где принял крещение. Затем переехал жить в Киев. У Феодора был сын, который так же, как и он, исповедовал христианство. Он был одним из лучших княжеских дружинников.
В старинных рукописях[каких?] встречаются следующие написания языческого имени Феодора: Тур (скандинавское Тор) и Утор (скандинавское Оттар).

### Гибель
Согласно традиционной агиографии Русской Церкви, пострадали за Христа от язычников. Последние, подстрекаемые волхвами, умертвили юношу Иоанна, который по жребию должен был быть принесён в жертву богам, и его отца Феодора, пытавшегося противостоять толпе и изобличить ошибочность языческого вероучения.
В «Повести временных лет» Нестор Летописец сообщает о них следующее:

И сказали старцы и бояре: «Бросим жребий на отрока и девицу, на кого падет он, того и зарежем в жертву богам». Был тогда варяг один, а двор его стоял там, где сейчас церковь святой Богородицы, которую построил Владимир. Пришел тот варяг из Греческой земли и втайне исповедовал христианскую веру. И был у него сын, прекрасный лицом и душою, на него-то и пал жребий, по зависти дьявола. Ибо не терпел его дьявол, имеющий власть над всеми, а этот был ему как терние в сердце, и пытался сгубить его, окаянный, и натравил людей. И посланные к нему, придя, сказали: «На сына-де твоего пал жребий, избрали его себе боги, так принесем же жертву богам». И сказал варяг: «Не боги это, а дерево: нынче есть, а завтра сгниет; не едят они, не пьют, не говорят, но сделаны вручную из дерева секирою и ножом. Бог же один, которому служат греки и поклоняются; сотворил Он небо, и землю, и человека, и звезды, и солнце, и луну, и создал жизнь на земле. А эти боги что сделали? Сами они сделаны. Не дам сына своего бесам». Посланные ушли и поведали обо всём людям. Те же, взяв оружие, пошли на него и разнесли его двор. Варяг же стоял на сенях с сыном своим. Сказали ему: «Дай сына своего, да принесём его богам». Он же ответил: «Если боги они, то пусть пошлют одного из богов и возьмут моего сына. А вы-то зачем совершаете им требы?». И кликнули, и подсекли под ними сени, и так их убили. И не ведает никто, где их положили. Ведь были тогда люди невежды и нехристи.— «Повесть временных лет», перевод Лихачева
Точная дата гибели христиан Феодора и Иоанна неизвестна, «Повесть временных лет» относит это событие к 983г. По другой версии, их кончина наступила 12 июля 978 года. Считается также, что это событие могло произойти — летом 983 года.
В церковной публицистике существует мнение, что события, связанные с кончиной Феодора и Иоанна, в некоторой степени повлияли на решение Владимира стать христианином. Его потрясло случившееся, а именно то мужество, с которым Феодор Варяг в одиночку противостоял толпе разъярённых язычников, и которое могло быть явлено лишь при защите правого дела.
Мощи мученика младенца Иоанна ещё в древности были обретены и покоятся в Киево-Печерской Лавре в ближних (Антониевых) пещерах. Поскольку не сохранилось сведений о том, как именно были обретены мощи, академик Е.Голубинский предполагал, что это было сделано через некое откровение. Место нахождения мощей мученика Феодора на данный момент не известно.

## Исследования

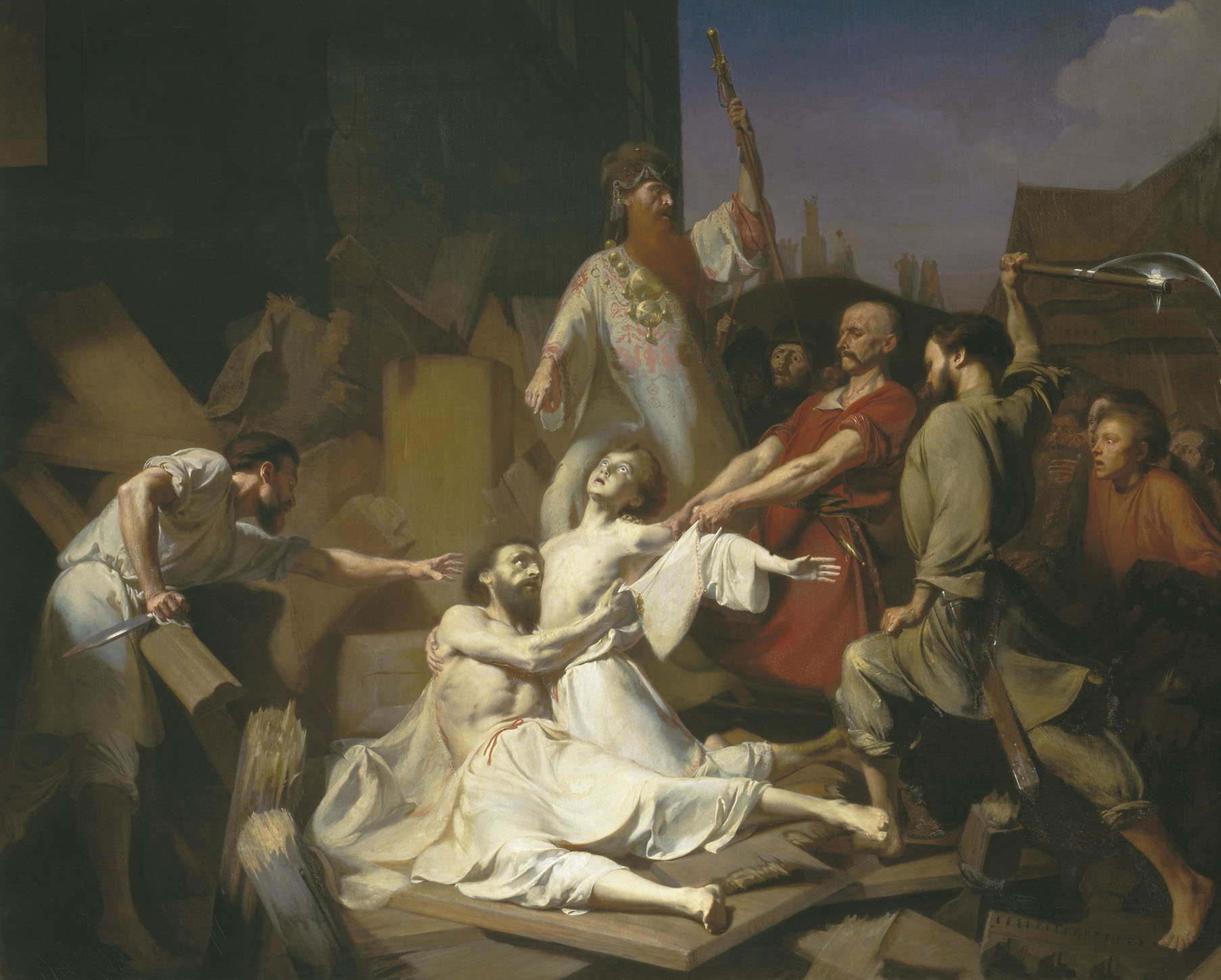
Картина Павла Сорокина. 1852, Третьяковская галерея

По предположению некоторых историков[каких?], во время археологических раскопок в 1908 году возле стен Десятинной церкви обнаружены остатки дома варяга, представляющие собой разрушенный двухэтажный деревянный сруб размером 5,5 × 5,5 м.

## Память

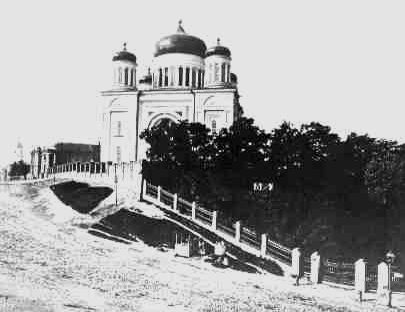
Десятинная церковь в XIX веке

На месте мученической кончины отца и сына Святой Владимир воздвиг впоследствии Десятинную церковь Успения Пресвятой Богородицы — первый каменный храм Киева, освящённый 12 мая 996 года.
5 июня 1983 года благодаря Комитету русской православной молодёжи состоялось торжество с участием 600 человек, во главе которых были иерарх зарубежной церкви митрополит Филарет (Вознесенский), архиереи, духовенство и монахи. Местом проведения торжества был выбран большой зал отеля «Уолдорф-Астория». Ввиду предстоявшего 1000-летия Крещения Руси было принято решение отметить 1000-летие первых русских мучеников Святого Феодора и его сына Иоанна.

## В культуре
Сцена гибели Фёдора и Иоанна вошла в фильм «Викинг», посвящённый временам правления Владимира Святославича.